# 泡状莫氏黑粉菌
泡状莫氏黑粉菌（学名：Moesziomyces bullatus）是属于黑粉菌目黑粉菌科莫氏黑粉菌属的一种真菌，寄生在禾本科植物上。该种分布于中国、朝鲜、日本、印度、哈萨克斯坦、乌兹别克斯坦、格鲁吉亚、阿塞拜疆、亚美尼亚、巴基斯坦、俄罗斯、乌克兰、波兰、斯洛伐克、匈牙利、德国、罗马尼亚、保加利亚、阿尔及利亚、塞内加尔、塞拉利昂、乌干达、肯尼亚、刚果、澳大利亚、新西兰、加拿大、美国、墨西哥、乌拉圭等地。
其种加词“bullatus”意为“起泡的”。